# Jessica (Allman Brothers)
Jessica is een instrumentaal lied van de Amerikaanse band The Allman Brothers Band. Het lied staat op het studioalbum Brothers and sisters (1973) en werd opgenomen in 1972. Jessica werd gecomponeerd door Dickey Betts. Het lied bereikte #65 in de Billboard Hot 100.
Het lied werd gebruikt in verschillende radio- en televisieprogramma's. In het midden van de jaren 70 was Jessica te horen in het rockprogramma Your Mother Wouldn’t Like It van de zeezender Capital Radio. Een coverversie werd gebruikt als intro voor het autoprogramma Top Gear op BBC Two. Ook in The Simpsons en My Name Is Earl was het lied te horen.

## NPO Radio 2 Top 2000
| Nummer met noteringen in de NPO Radio 2 Top 2000 | '99 | '00 | '01 | '02 | '03 | '04 | '05 | '06 | '07 | '08 | '09 | '10 | '11 | '12 | '13 | '14  | '15  | '16  | '17  |
| ------------------------------------------------ | --- | --- | --- | --- | --- | --- | --- | --- | --- | --- | --- | --- | --- | --- | --- | ---- | ---- | ---- | ---- |
| Jessica                                          | 394 | 439 | 274 | 312 | 187 | 407 | 353 | 408 | 304 | 326 | 615 | 581 | 762 | 955 | 952 | 1186 | 1292 | 1369 | 1536 |

1. ↑  Een vetgedrukt getal geeft de hoogste notering aan.
2. ↑  Deze tabel is bijgewerkt tot en met de laatste editie (2024).